# Velîka Sușîțea, Starîi Sambir
Velîka Sușîțea (în ucraineană Велика Сушиця) este localitatea de reședință a comunei Velîka Sușîțea din raionul Starîi Sambir, regiunea Liov, Ucraina.

## Demografie
Componența lingvistică a localității Velîka Sușîțea
     Ucraineană (99,69%)
     Alte limbi (0,24%)
Conform recensământului din 2001, majoritatea populației localității Velîka Sușîțea era vorbitoare de ucraineană (99,69%), existând în minoritate și vorbitori de alte limbi.